# U-Bahnhof Střížkov

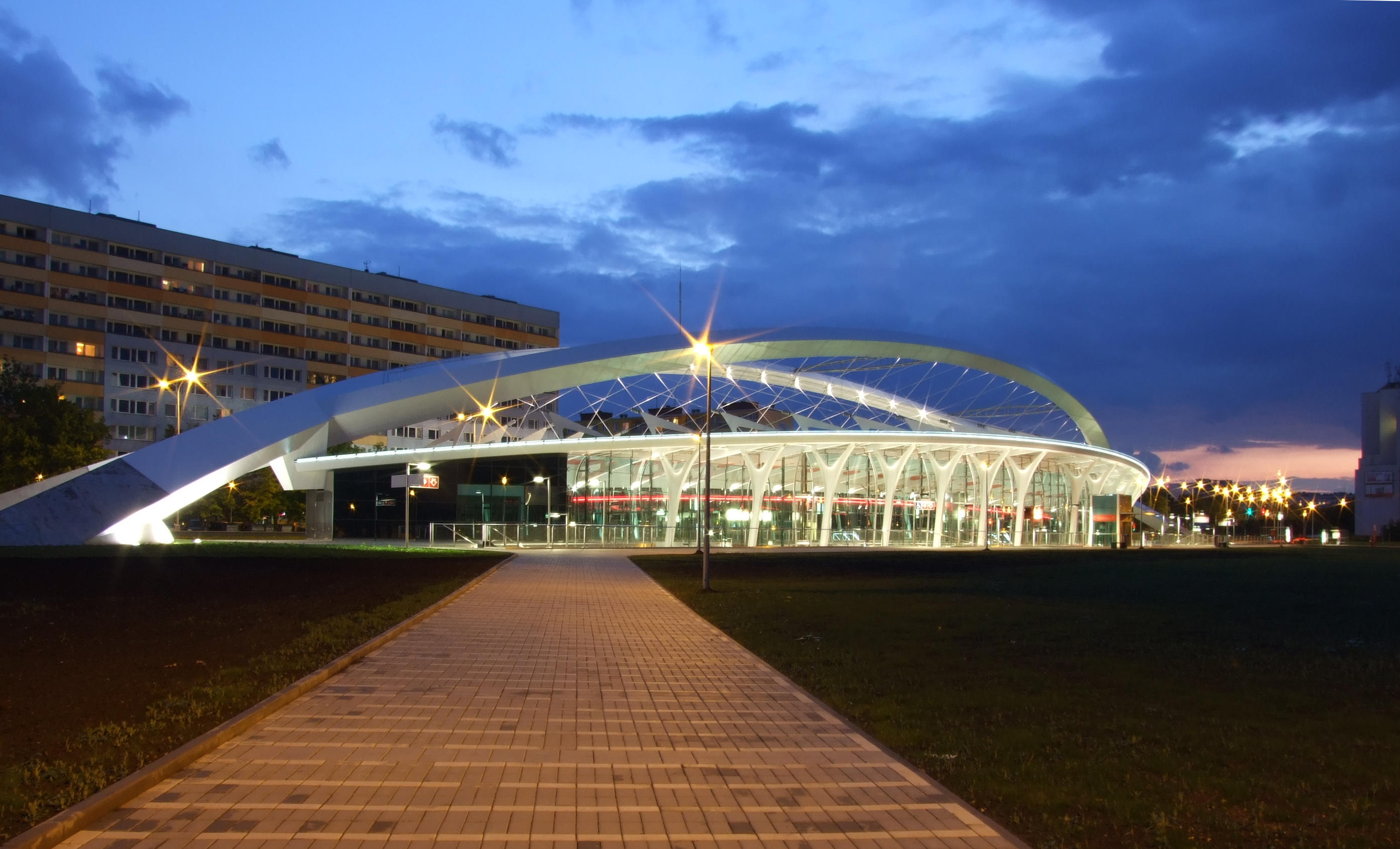
Das aufwendig gestaltete Stationsgebäude

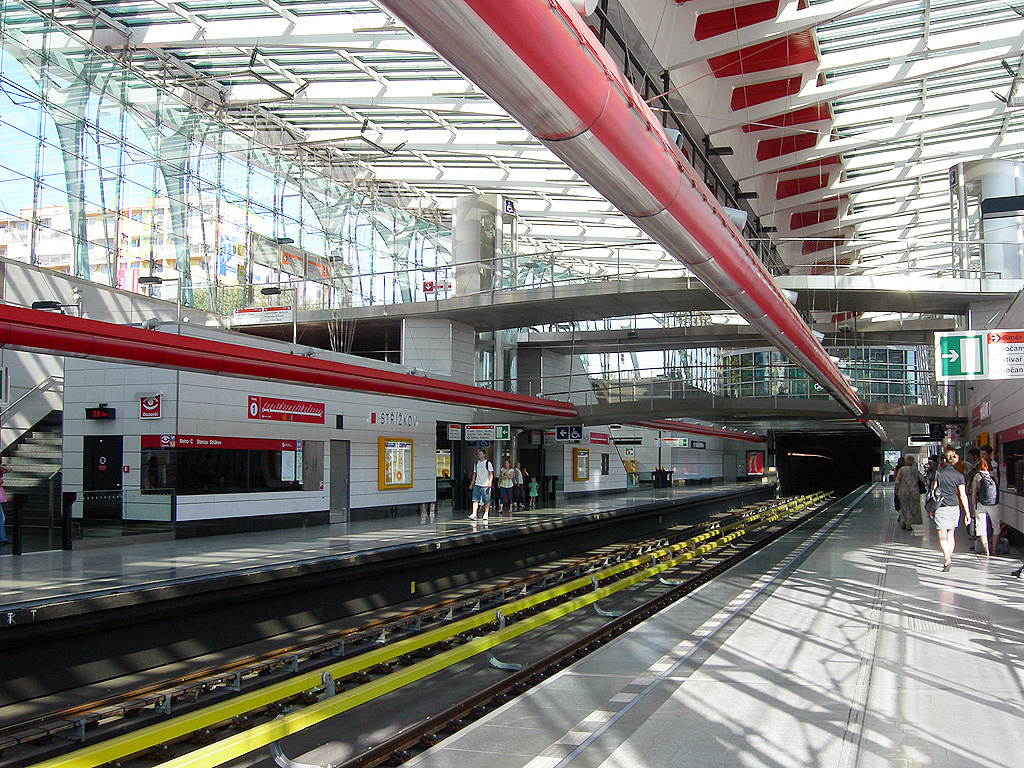
Bahnsteig

Střížkov ist ein U-Bahnhof der Prager Metrolinie C im gleichnamigen Stadtteil des 9. Bezirks. Er befindet sich zwischen den Stationen Ládví und Prosek.
Die Station Střížkov wurde am 8. Mai 2008 im Zuge der Verlängerung der Linie C bis Letňany eröffnet. Sie liegt 13 Meter unter der Oberfläche, das freistehende Stationsgebäude ragt jedoch weit darüber hinaus. Der von Patrik Kotas entworfene Bau ist an zwei massiven Bögen aufgehängt. Die Seiten und das Dach sind verglast.
Die beiden Seitenbahnsteige sind durch drei Übergänge verbunden. Über vier Aufzüge ist der Bahnsteig barrierefrei zugänglich. Es bestehen Umsteigemöglichkeiten zu städtischen Autobuslinien.
Im Jahr 2009 erhielt das „Wal/Velryba“ genannte Bauwerk einen internationalen Architekturpreis.